# Enrique Agudo
Enrique Agudo Camacho (Tarragona, 1 de enero de 1967) es un deportista español que compitió en tenis de mesa adaptado. Ganó cuatro medallas de bronce en los Juegos Paralímpicos de Verano entre los años 1992 y 2000.

## Palmarés internacional
| Juegos Paralímpicos | Juegos Paralímpicos      | Juegos Paralímpicos | Juegos Paralímpicos |
| Año                 | Lugar                    | Medalla             | Prueba              |
| ------------------- | ------------------------ | ------------------- | ------------------- |
| 1992                | Barcelona (España)       | Medalla de bronce   | Individual 10       |
| 1992                | Barcelona (España)       | Medalla de bronce   | Clase abierta 6-10  |
| 1996                | Atlanta (Estados Unidos) | Medalla de bronce   | Individual 10       |
| 2000                | Sídney (Australia)       | Medalla de bronce   | Equipo 10           |